# Collierville
Collierville is een plaats (town) in de Amerikaanse staat Tennessee, en valt bestuurlijk gezien onder Shelby County.

## Demografie
Bij de volkstelling in 2000 werd het aantal inwoners vastgesteld op 31.872.
In 2006 is het aantal inwoners door het United States Census Bureau geschat op 38.678, een stijging van 6806 (21.4%).

## Geografie
Volgens het United States Census Bureau beslaat de plaats een oppervlakte van
63,9 km², waarvan 63,6 km² land en 0,3 km² water. Collierville ligt op ongeveer 109 m boven zeeniveau.

## Plaatsen in de nabije omgeving
De onderstaande figuur toont nabijgelegen plaatsen in een straal van 24 km rond Collierville.

## Geboren in Collierville
- Major Owens (1936-2013), politicus
- Bill Dance (1940), professioneel visser en  tv-presentator
- Nikki McCray (1971-2023), basketbalspeelster